# Osser
L’Osser en allemand ou l’Ostrý en tchèque est une montagne culminant à 1 282 ou 1 293 mètres d'altitude dans le massif de la forêt de Bohême, à la frontière entre l'Autriche et la République tchèque.

## Toponymie
Le nom Osser est selon les recherches récentes d'origine celtique.

## Géographie
Il existe une distinction entre le Großer Osser (Velký Ostrý, 1 293 m) et le Kleiner Osser (Malý Ostrý, 1 266 m) à l’ouest de celui-ci. Le second sommet se trouve entièrement du côté allemand et, comme le premier, sur la limite municipale entre Lohberg au sud-est et Lam au nord-ouest. En raison de leur forme pointue, les deux sommets sont considérés comme uniques dans la forêt bavaroise. Ils constituent la toile de fond du Lamer Winkel, formé par les villages d'Arrach, Lam et Lohberg.
Les Tchèques se réfèrent affectueusement à l'Osser comme « les seins de la Mère de Dieu ». Parmi les habitants, au refuge local de Lam, on l'appelle également le « Cervin de la forêt de Bavière ».

## Histoire
Au XIIe siècle, le château du Großer Osser est construit sur le sommet, il est maintenant complètement détruit.
Au sujet de l'Osser s'entrelacent plusieurs contes de fées et légendes. La figure mythique la plus populaire et la plus connue est probablement celle d'Osserriese.

## Randonnée
Au sommet du Großer Osser se trouve en Bavière, adossé à la frontière, le refuge Albert-Willmann-Haus de l'Association de la forêt de Bavière, qui est ouvert pendant les mois d'été et propose également un hébergement. La forme pointue du sommet immédiatement adjacent nécessite d'escalader les 50 derniers mètres. Comme l'Osser est l'une des plus belles vues sur la montagne de toute la forêt bavaroise, il est fréquenté le week-end par beau temps par les randonneurs et les touristes allemands et tchèques. Du sommet, on a une large vue à l'est sur la forêt de Bohême, le Großer Arber au sud, à proximité, et même jusqu'aux Alpes.